# Patricia Velásquezová
Patricia Carola Velásquez Semprún (* 31. ledna 1971 Maracaibo) je venezuelská herečka a modelka.
Její otec je mestic a po matce pochází z domorodého kmene Goachirů. Kvůli práci otce pro UNESCO rodina často cestovala po světě. V roce 1989 Patricia Velásquezová reprezentovala Guajiru ve finále soutěže Miss Venezuela, později pracovala jako modelka v Miláně a New Yorku, pózovala pro Sports Illustrated Swimsuit Issue a podílela se na reklamních kampaních firem Chanel, Dior a Victoria's Secret.
V roce 1992 účinkovala ve videoklipu k písni skupiny Red Hot Chili Peppers „Breaking the Girl“. V roce 1996 ji Francis Veber obsadil do svého filmu Jaguár. Největší úspěch jí přinesla role egyptské princezny Anck-Su-Namun ve filmech Mumie a Mumie se vrací. Hrála také v seriálech Kriminálka Miami a Láska je Láska.
V roce 2001 ji časopis Maxim zařadil na seznam stovky nejatraktivnějších žen světa.
Je známá také svými dobročinnými aktivitami. V roce 2003 se stala jednou z tváří programu UNESCO Artist for Peace a v roce 2009 získala cenu „Women Together“. Založila nadaci usilující o zlepšení životních podmínek pro původní obyvatele Venezuely. Vydala autobiografickou knihu Straight Walk.
Má dceru jménem Maya. Hlásí se k lesbické orientaci, její partnerkou byla herečka Sandra Bernhardová.

## Filmografie
- Jaguár (1996)
- Eruption (1997)
- Mumie (1999)
- Beowulf (1999)
- No Vacancy (1999)
- Miláčku, vrať se (2000)
- San Bernardo (2000)
- Mumie se vrací (2001)
- Lovci myšlenek (2004)
- Zapata - El sueño del héroe (2004)
- Cenizas eternas (2011)
- Liz en Septiembre (2014)
- American Girl (2016)
- Guys Reading Poems (2016)
- La Llorona: Prokletá žena (2019)